# 荞麦面

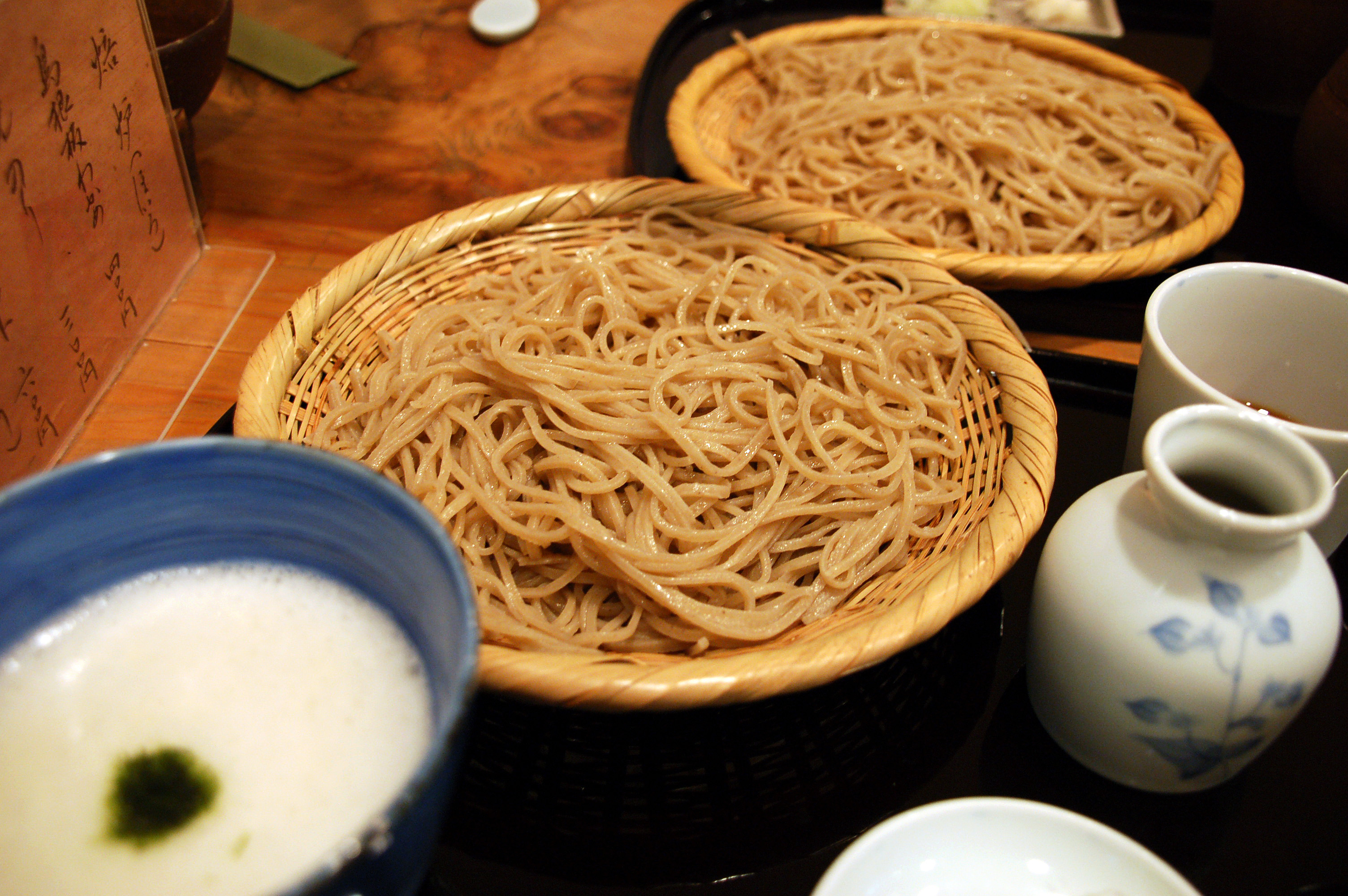
涼式荞麦麵

蕎麥麵（日语：／ soba），是一種日式食物，是用蕎麥、麵粉和水，和成麵團壓平後切製的細麵條，煮熟食用。關於蕎麥進入日本最早文獻於《續日本紀》西元722年元正天皇為了對抗乾旱而令全國種植蕎麥與大小麥。蕎麥麵則直至日本戰國時代才出現，起源有甲州（山梨縣天目山栖雲寺）和信州（長野縣）兩種說法。
在日本，除了正式麵館以外，在火車站站台等也有供應蕎麥麵條的小麵攤，也有乾麵和保麗龍杯裝的條出售，可以在許多種不同的場合吃到蕎麥麵條。荞麦面也出现在比較特別的場合，如年底過年時吃蕎麥麵條、祝長壽、搬家到新房子時向鄰居送蕎麥掛麵等。

## 常見的食用、調理方法
食用時加上各式不同的佐料，如熱吃的湯麵可用柴魚片、海帶、醬油、清酒等澆制的湯和蔥花、七味粉等，涼式麵或拌麵，用比熱吃時較濃的醬汁，加上蔥花、山葵糊、生鵪鶉蛋、紫菜絲等。也可以配上許多不同的菜，如天婦羅、紅燒油炸豆腐、生雞蛋、萝卜泥等等。比較特殊的也有紫菜卷、咖喱蕎麥麵條等不同風味的食品。

## 蕎麥麵的種類

### 依照製造方式分類
- 手打蕎麥麵（日语： teuchi-soba）
手工製的蕎麥麵，相對於機械製麵的稱呼。蕎麥粉的好壞、還有對其進行各種加工手續的適切程度，這些都會影響到蕎麥麵的香味、外觀、口感。習得手打蕎麥麵專業技術的人在日本被稱作蕎麥麵職人（日语：／ soba-shokunin）。有一些把製作蕎麥麵當作興趣的人，他們把製作出品質優良的蕎麥麵當作目標，近幾年日本各地因而開始舉辦「蕎麥麵製作技術認證」（日语：／ soba-uchi-meijin-no-danni-nintei）。
- 手打風機械製麵
利用機械製作出類似手打風格的蕎麥麵。
- 機械製麵
- 押出式製麵

### 依照蕎麥粉比例分類
在日文中的「割」（日语：／ wari）」在中文是成數的意思，十割為百分之百、九割為百分之九十，以此類推。
- 十割蕎麥麵（十成蕎麥粉，又稱做生蕎麥）
利用熱水將蕎麥粉的澱粉糊化、製成黏稠狀的麵團，也需要用熱水以外的方式將蕎麥粉糊化的情況。相較於其他混合了麵粉的蕎麥麵，純蕎麥粉製作的蕎麥麵更柔軟易切。此外材料與製法方面，也有利用「細磨蕎麥粉」（日语：／ bisai-seibun）製作、「粗磨蕎麥粉」（日语：／ arabiki-sobako）製作、押出式製麵等不同的原料與方法進行製作的十割蕎麥麵。「せいろそば（蒸籠蕎麥麵）」（日语：／ seiro-soba）就是十割蕎麥麵，其緣由是在江戶時代的主流是利用蒸籠來蒸熟蕎麥麵來販賣，而非現在水煮的形式。
- 九割蕎麥麵（九成蕎麥粉混合一成麵粉）
- 二八蕎麥麵（二成麵粉混合八成蕎麥粉）
名稱的由來有兩個說法，一種是按照其材料比例來命名，另一種說法是在江戶時代後期，其普遍價格為16文錢然後將其拆成「二乘以八」來命名，目前並沒有明確的證據支持說哪一邊是正確的。
- 外二八蕎麥麵
外二八與其他名稱不同點在於，其將蕎麥粉和麵粉按照十比二混製而成，而非百分比。
- 七割蕎麥麵（七成蕎麥粉）
七成蕎麥麵粉和三成麵粉混合而製，口感較滑嫩。
- 六割蕎麥麵
- 五割蕎麥麵